# Kanabinol
Kanabinol (CBN) je slab psihoaktivni kanabinoid prisutan u Cannabis sativa i Cannabis indica. On je takođe metabolit tetrahidrokanabinola (THC). CBN deluje kao slab agonist CB1 receptora. On ima visok afinitet za CB2 receptore, mada niži nego THC.

## Spoljašnje veze
- [http://www.erowid.org/plants/cannabis/cannabis_info2.shtml

|  | Molimo Vas, obratite pažnju na važno upozorenje u vezi sa temama iz oblasti medicine (zdravlja). |